# Ånsta kyrka

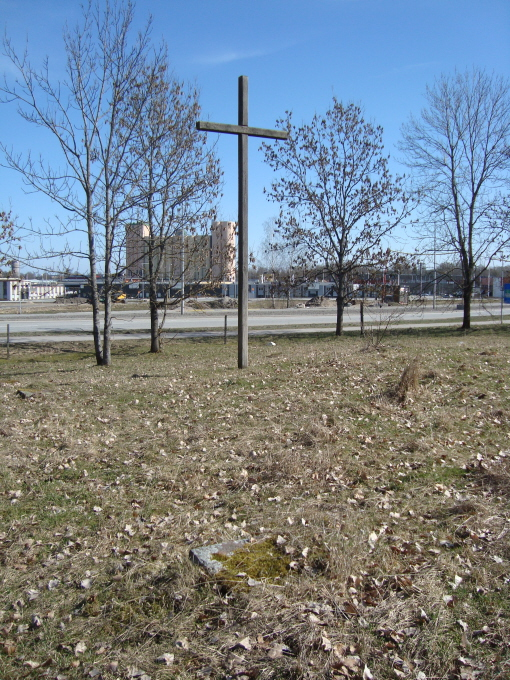
Platsen för Ånsta kyrka nära dagens Aspholmen och Nasta.

Ånsta kyrka var en kyrka från slutet av 1100-talet, belägen nära Aspholmen och Nasta sydväst om Örebro. Kyrkan, som var cirka 19 meter lång, revs troligen under senare delen av 1500-talet. Området är klassat som fast fornlämning av Riksantikvarieämbetet, med RAÄ-nummer 79:1, och är därmed skyddat av kulturmiljölagen.

## Historik
Första gången kyrkan omtalas i skrift är i ett testamente från 1279. 1868 besökte Herman Hofberg området och kunde lokalisera kyrkans plats. Han såg inga murar men påträffade "kalkgrus samt större och mindre stenflisor med qvarvarande murbruk". Vid grävningar i området 1914 hittades ett stort antal skelettdelar vilket visade att en begravningsplats funnits vid kyrkan.

## Arkeologisk utgrävning
År 1963 gjorde filosofie licentiat Sune Zachrisson en utgrävning av området. Han fann att kyrkans murar till största delen brutits bort. Kvar var endast fragment av grunden och de nedersta skiften. Det gick att konstatera att kyrkan varit cirka 19 meter lång. Den har haft långhus, kor och torn. Den äldsta delen, långhuset, var invändigt 6 x 4,5 meter och uppfört i skalmursteknik med en kärna av småsten i rikligt murbruk. Västtornet hade märkligt nog samma bredd som långhuset. Någon gång på medeltiden hade koret rivits och långhuset förlängts åt öster. Ett nytt kor hade uppförts med samma bredd som kyrkan i övrigt. Kyrkans sista påbyggnad utgjordes av en sakristia i det nordöstra hörnet. På kyrkogården som låg söder om kyrkan påträffades i en grav ett mynt, en okänd brakteat. Efter utgrävningen övertäcktes murresterna och ett träkors placerades på platsen. Zachrisson drog slutsatsen att kyrkan exteriört (även beträffande tornets utformning) kan ha liknat Ekers kyrka.